# Stenoschrijfmachine

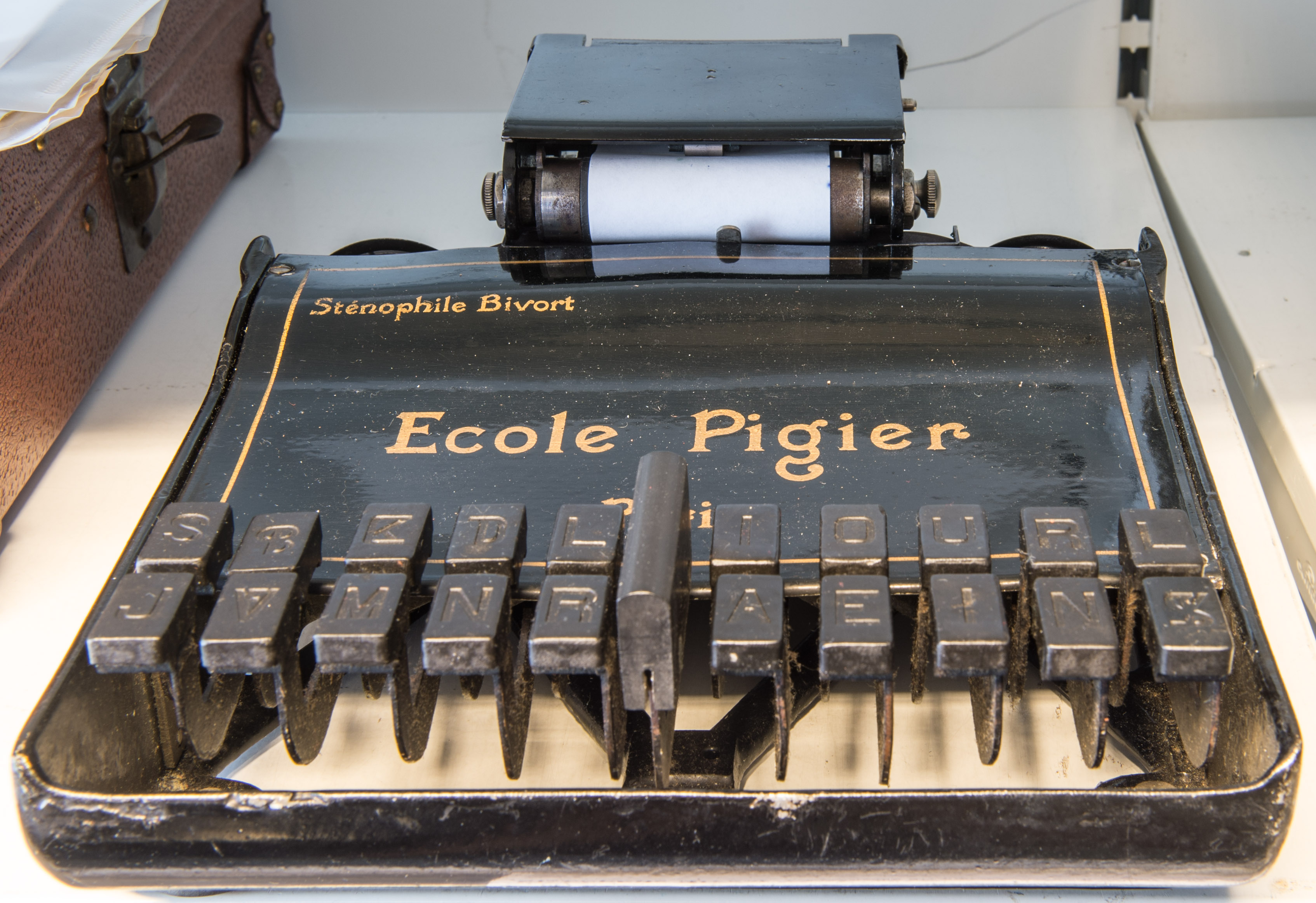
Stenoschrijfmachine

Een stenotype, stenotypemachine of stenoschrijfmachine is een ergonomisch ontworpen schrijfmachine met een  akkoordentoetsenbord voor stenografen. Typische drempelsnelheden voor het behalen van een getuigschrift lagen tussen 180 en 225 woorden per minuut. Sommige stenografen met ervaring haalden 300 woorden per minuut. Het eerste prototype was het werk van de Fransman Benoît Gonod.

## Opbouw

### Akkoordentoetsenbord
Een stenografisch toetsenbord heeft slechts enkele toetsen die tegelijkertijd in een bepaalde combinatie (akkoord) ingedrukt worden en zo ineens een bepaalde lettergreep of woord afdrukken. Er bestaan verschillende notatiesystemen (StenEd, Phoenix, Magnum).

### Afdrukeenheid
De stenotekens worden afgedrukt op een papierstrook.

## Voorbeeld

In rustpositie liggen de vingers tussen de twee toetsenrijen met medeklinkers. De duimen vormen klinkers. De linkerhand vormt de beginmedeklinkers, de rechterhand de eindmedeklinkers.
Per akkoord wordt een fonetische lettergreep gevormd. Bijvoorbeeld cat wordt gevormd door tegelijkertijd K, A, T in te drukken. Cijfers worden gevormd door de bovenste cijferbalk in te drukken in combinatie met de toets met het gewenste cijfer.
Akkoorden van cijfers zijn mogelijk, maar alleen van links naar rechts (bijvoorbeeld 137 maar 731 moet cijfer per cijfer). Sommigen noteren cijfers als fonetische lettergrepen in plaats van cijfers.